# Медб
Медб (др.‑ирл. Medb [mɛðv], среднеирл. Meḋḃ, Meaḋḃ = Medhbh, Meadhbh, ирл. Meabh, англ. Maeve, в англоязычных странах общепринято произношение Мэйв) — богиня верховной власти, олицетворение земли, воинственная божественная королева Коннахта, одна из центральных фигур ирландской мифологии.

## Имя
Союз с богиней часто символизируется угощением напитком, и имя богини Medb (Медв) означает «медвяная», «опьяняющая», то есть та, кто даёт пьянящий медовый напиток. Вероятно, имя богини связано с ритуальным подношением медового напитка будущему королю, вступлением в брачный союз с подносившей ему мёд королевой-богиней. Также имя может происходить от древне-кельтского medwa («правитель»).

## Внешний облик
Согласно сагам, Медб была прекрасной и воинственной королевой Коннахта, королевства, лежавшего на западе Ирландии, с характером волевым, мужественным и непреклонным. Вот как описывает её один из уладских воинов по имени Кетерн. 
«Приблизилась ко мне прекрасная женщина с бледным нежным лицом и продолговатыми щеками. У неё были светлые волосы и две золотые птицы на плече. На ней был тёмно-пурпурный плащ с капюшоном. На спине у неё золотая вышивка в пять кулаков шириной. В руке у неё был острый дротик. Длинный железный меч с острой рукоятью у неё. Высока была она. Первая ко мне приблизилась и ранила меня».
Символом Медб является белка, изображённая вместе с птицей.

## Происхождение
Королева Медб, как и герой Кухулин, является героиней Уладского цикла ирландских преданий, происхождение которого относится предположительно к VIII столетию. Образ богини синтетический, впитавший в себя многие возможные взгляды на женщину в Древней Ирландии. Архаичный, индоевропейский образ Медб, по наблюдению Жоржа Дюмезиля, схож с древнеиндийским сюжетом о царевне Мадхаве, дочери вселенского царя Яяти из «Махабхараты». Согласно повести XIII века «Мужья Медб» (также «Битва при Бойне»), Медб — дочь верховного короля Ирландии Эохайда Фейдлеха последовательно выходит замуж за четырёх королей, трое из которых стали правителями Коннахта именно благодаря ей. У индийской Мадхави была такая же судьба и значение имени («медвяная»).
Первоначально Медб была засватана за Конхобара, однако затем отказала ему и вышла замуж за Айлилля, ставшего королём Коннахта. От Айлиля Медб родила семерых сыновей; все они получили имя Майне, так как друид предсказал, что Конхобар, которого Медб ненавидела, падёт от руки человека по имени Майне (в конце концов один из них действительно убил Конхобара, но совсем не того, которого ненавидела Медб).

## Мифология
О ней и её деяниях рассказывается в известнейшем ирландском эпосе — Похищение быка из Куальнге и других сагах. В «Похищении» описывается, как Медб пытается путём войны с королевством Ульстер получить гигантского быка Донн Куальнге, чтобы сравняться богатством и владением со своим супругом, владевшим таким же необыкновенным быком — Финдбеннахом.
В саге о Ниалле Девяти Заложников она в образе старухи встречает у источника Ниалла и обращается в прекрасную деву, дающую царство, когда тот соглашается сойтись с ней.
Согласно преданиям, Медб была бесстрашна и самостоятельна в личных отношениях с мужчинами: её возлюбленными были Фергус мак Ройх, Кухулин и многие другие герои. Королева Медб владела тайными знаниями — колдовскими и друидическими, а также обладала даром ясновидения.

## Смерть

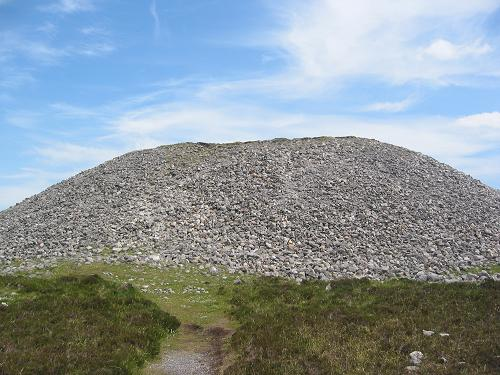
Курган королевы Медб на вершине Нокнари

Кухулин не убивает Медб лишь из своего принципа не убивать женщин.
Гибель королевы описана в саге «Смерть Медб». Ещё в юности Медб убила свою сестру Клотру, которая была королевой до неё. Много лет спустя сын Клотры, Фурбайде, услышав, как люди восхваляют красоту Медб, купавшейся у озера Лох Ри, бросил в неё кусок сыра и попал в голову. Медб мгновенно погибла.
По легенде, похоронена королева Медб внутри гигантской каменной пирамиды (отнесённой учёными к временам железного века), возведённой на вершине горы Нокнари (графство Слайго), и накрытой сверху земляным курганом диаметром в 55 метров и высотой в 10 метров.
Изображение королевы Медб помещалось на банкноты Ирландии номиналом в 1 фунт вплоть до введения в этой стране евро в 2002 году.